# 역분전
역분전(役分田)은 940년(태조 23년)에 통일에 공을 세운 신료, 군사들에게 관등에 관계없이 인품과 공로만을 기준으로 지급한 수조지를 말한다. 개국공신에 대한 논공행상적 성격이 강했으며 이후 경종 때 전시과가 마련될 때까지 유지되었다.

## 같이 보기
- 고려의 토지제도
- 전시과
- 공신전